# Український науково-дослідний інститут вогнетривів ім. А. С. Бережного
Украї́нський Науко́во-До́слідний Інститу́т Вогнетри́вів, установа Міністерства чорної металургії СССР, організована 1932 у Харкові на базі Науково-Дослідного Інституту силікатної промисловости УРСР (утворений 1927).

## Історія установи
- 1927 — Засновано Науково-дослідний інститут силікатної промисловості Народного комісаріату важкої промиловості СРСР, ректором був Орлов Єгор Іванович.
- 1933 — Перейменовано в Український науково-дослідний інститут вогнетривів.
- 1995 — ВАТ «Український науково-дослідний інститут вогнетривів».
- 1998 — ВАТ "Український науково-дослідний інститут вогнетривів ім. А. С. Бережного ".

ВАТ «Український науково-дослідний інститут вогнетривів імені А. С. Бережного» був створений 31 жовтня 1927 року. Основним завданням інституту була розробка вітчизняних вогнетривких матеріалів і організація їх виробництва з метою значного скорочення імпорту.
Вже відразу ж після створення інституту були проведені як крупні дослідження по физико-химии силікатів, розробці методів визначення властивостей вогнетривів і створенню необхідного для цього устаткування, так і технологічні дослідження .
Виконані в довоєнні роки роботи заклали основу створення вітчизняної промисловості вогнетривів. При безпосередній участі інституту побудовані нові виробництва на Часов-Ярському, Пантелеймонівському, Веліко-Анадольському, Семілукському, Нижньотагільському, Богдановічському, Сухоложському вогнетривких заводах.
Під час Німецько-радянської війни інститутом проведені великі роботи по організації виробництва вогнетривів з сировини Уралу, завдяки чому промислові підприємства були повністю забезпечені якісними вогнетривами, що дозволило систематично нарощувати потужності по виплавці сталі на сході країни і частково забезпечити потреби у вогнетривах в районах, що звільнялися.
У перші післявоєнні десятиліття були розроблено і упроваджено новий вигляд вогнетривів різного призначення, розроблені конструкції футерування печей, зокрема футерування суцільноосновною мартенівською, що дозволило збільшити їх стійкість в 2-3 рази і забезпечило можливість інтенсифікації мартенівської плавки киснем.
У подальші роки інститут продовжив роботу із створення нового вигляду вогнетривких виробів і матеріалів. Були виконані дослідження і організовано виробництво корундових, цирконієвих вогнетривів і кераміки, хромоксидних, волокнистих і неформованих вогнетривких матеріалів. Розроблена нова технологія виробництва вогнетривів — вібролитво, що дозволило виготовляти великогабаритні і особливо складні вогнетриви високої якості.

Останніми роками розроблено і освоєно виробництво цілої лави вогнетривів нового покоління, конкурентоздатних на світовому ринку.

## Проблематика досліджень
Інститут розробляє вогнетривкі матеріали для доменних печей, допоміжні пристрої коксових, мартенівських, двованних та скловидних печей, досліджує технологію виробництва вогнетривів тощо.
Інститут працює над технологіями виробництва легковагих, волокнистих, карбідкремнійових, кремнеземистих, алюмосилікатних, глиноземних, цирконійових вогнетривів для металургійної, енергетичної, скляної, керамічної, хімічної, машинобудування та інших галузей промисловості.
Інститут має структуру, яка поєднує наукову частину та дослідне виробництво.

## Структура
До складу наукової частини входило 11 лабораторій, з яких — 7 технологічних, які займаються розробками з виробництва тазастосування вогнетривів; конструкторський відділ, відділи та службиапарату управління та загально-інститутського персоналу. До дослідного виробництва входять технологічний та ремонтно-механічний цехи. У 2002 році в інституті відновлено лабораторію петрографічних досліджень. Дочірніх підприємств, філій та представництв немає.

## Державне регулювання та сертифікаційна діяльність
Як головний інститут працює в напрямку «Стандартизація. Сертифікація систем якості продукції, атестація виробництв», а також у напрямку «Метрологічне забезпечення вогнетривких підприємств гірничо-металургійного комплексу».

## Продукція
Інститут виробляє науково-технічну продукцію з усіх видів вогнетривів, практично, для всіх галузей промисловості, а саме для:
- доменних печей та допоміжних пристроїв;
- коксових печей;
- мартенівських печей, електропечей, кисневих конвертерів;
- прокатного та ливарного виробництва (агрегатів термічної та термомеханічної обробки металу, вагранок);
- розливу та вакуумування сталі, футеровки сталерозливних та проміжних ковшів, установок МБЛЗ;
- виробництва та служби неформованих матеріалів, бетонів, цементів, мас.

Основними споживачами науково-технічної продукції інституту є підприємства практично всіх галузей промисловості, в першу чергу, металургійної, хімічної, скляної, машинобудівної, керамічної промисловості, як на території України, такі в країнах СНД та далекого зарубіжжя, які мають теплові агрегати.
Основними джерелами сировини є:
- Миколаївський глиноземний завод,
- Запорізький алюмінієвий комбінат,
- Верхньо-Дніпровський гірничо-збагачувальний комбінат,
- Юргинський абразивний завод,
- Актюбінський гірничо-збагачувальний комбінат.

Всі види необхідної сировини доступні.